# Bureau de pharmacie
 (avril 2024).
Si vous disposez d'ouvrages ou d'articles de référence ou si vous connaissez des sites web de qualité traitant du thème abordé ici, merci de compléter l'article en donnant les références utiles à sa vérifiabilité et en les liant à la section « Notes et références ».
Bureau de pharmacie (典薬寮, Ten'yaku-ryō) est une institution établie par les règlements médicaux du système Ritsuryo et est un département chargé des soins médicaux et de la délivrance des médicaments qui appartient au ministère de la Maison Impériale.

## Titre d'emploi
Le Bureau de pharmacie était responsable du traitement médical des officiels de la cour, de la formation du personnel médical, et de la gestion des jardins médicinaux, parmi d'autres tâches. Il était associé à la Pharmacie Intérieure, qui fournissait des soins médicaux à l'Empereur. En 896 après J.-C. (8ème année de l'ère Kanpyō), le Bureau de pharmacie a absorbé la Pharmacie Intérieure et a pris le contrôle des affaires médicales de la cour. Le chef du bureau était connu sous le nom de Maître des Médicaments, et le personnel était constitué de médecins, d'acupuncteurs, de masseurs, et d'exorcistes. De plus, il y avait des professeurs de médecine, d'acupuncture, de massage, d'exorcisme, et de gestion de jardin, sous lesquels les étudiants étudiant ces disciplines apprenaient. Au moment de la fusion avec la Pharmacie Intérieure, les médecins de la cour, les étudiants en pharmacie, et les médecins femmes étaient également transférés.
Initialement, il semble qu'il y avait un fort élément de magie et de protection contre les malédictions, comme en 732 après J.-C. (4ème année de l'ère Tenpyō), le disciple d'En no Gyōja, Kankō Hiroari, est devenu le Maître des Médicaments. À partir de la fin de la période Heian, le poste est devenu héréditaire au sein des familles Wake et Tanba, avec la famille Komori de la lignée Tanba tenant exclusivement le poste de Maître des Médicaments. Malgré le port de ce titre, la famille Komori, qui détenait également le poste d'Officiels de Sixième Rang, ne participait pas réellement à l'examen médical de l'Empereur ou aux affaires pratiques du bureau, ce qui en faisait une position honorifique. Le poste de Maître Adjoint des Médicaments était détenu héréditairement par la famille Fujiki, qui était la famille sanctuaire du sanctuaire Kamo Wakeikazuchi, et cette famille effectuait l'acupuncture et les examens médicaux sur l'Empereur.
Du période Muromachi à la période Sengoku, alors que les médecins commençaient à se raser la tête et étaient ordonnés moines, ceux entrant à la cour manquaient également de rangs séculiers officiels. En conséquence, ils n'étaient pas désignés comme médecins officiels du Bureau de pharmacie (On'yaku) mais simplement comme "Médecins Royaux". Cette tendance s'est poursuivie jusqu'au milieu de la période Edo, mais sous le règne de l'Empereur Kōkaku, il y eut un boom de renaissance au sein de la cour, et le Bureau de pharmacie est devenu une cible de restauration. À partir de l'ère Tenpō, ces "Médecins Royaux" ont commencé à laisser pousser leurs cheveux et à recevoir des rangs officiels, devenant des "Médecins Officiels". Pendant cette période, non seulement à Kyoto mais aussi de diverses provinces, d'excellents médecins civils étaient nommés médecins officiels, y compris ceux compétents en médecine traditionnelle chinoise et d'autres influencés par la médecine hollandaise, tels que Iryō Kōken.
Dans la période de renaissance, le Bureau de pharmacie était sous le contrôle des émissaires des guerriers, et la coordination effective des médecins officiels était conduite par le Maître Adjoint des Médicaments de la famille Fujiki ou ceux nommés Maîtres des Médicaments. De plus, les postes en dessous du Maître des Médicaments étaient sélectionnés sur la base de la compétence et de l'ancienneté parmi les médecins officiels.
En 1869 (2ème année de l'ère Meiji), il a été aboli en raison des réformes gouvernementales suivant la Restauration de Meiji, mais c'était une institution rare qui avait réussi à récupérer tant en nom qu'en réalité ses fonctions originales dans les dernières étapes sous le système Ritsuryō.